# Juan Carlos Ferrero
Juan Carlos Ferrero Donat (Ontinyent, 12 februari 1980) is een voormalig tennisspeler uit Spanje. Ferrero woont in Villena, waar ook zijn eigen tennisacademie zich bevindt.
Hij heeft twee zussen, Laura en Anna. Zijn ouders zijn Eduardo Ferrero en Rosario Donat; zijn moeder overleed toen hij zestien jaar was.
Hij werd profspeler in 1998, is rechtshandig en heeft een tweehandige backhand. Ferrero heeft sinds oktober 2001 zijn eigen tennisschool: 'Equelite J.C. Ferrero'.
Zijn grote jeugdvoorbeeld is de Amerikaan Jim Courier, tweevoudig winnaar van Roland Garros. Zijn bijnaam is 'mosquito' omwille van zijn extravagant benenwerk en zijn snelheid, maar hij wordt ook wel 'de sluipschutter' genoemd. Hij verzamelt motoren en auto's. Ferrero staat te boek als een specialist op gravel. Van zijn zestien  toernooiwinsten waren er liefst veertien op het gemalen baksteen. In 2003 won hij Roland Garros door in de finale de sensatie van het toernooi Martin Verkerk te verslaan in straight sets. Verder stond hij ook nog in de finales van Roland Garros 2002 en het US Open 2003. Ook de eindzege in de Tennis Masters Cup 2002 moest hij aan zijn tegenstander laten.

## Overige activiteiten

### Licentiehouder en toernooidirecteur
In 2003 tijdens zijn actieve loopbaan verwierf Ferrero de licentierechten van het ATP-toernooi van Mallorca en bracht het toernooi naar zijn geboorteprovincie Valencia. Van 2003 en met 2008 werd het toernooi buiten op gravel gespeeld in de maand april. Vanaf 2009 wisselde de speeldata en de ondergrond met dat van het ATP-toernooi van Madrid. Hierdoor verschoof het toernooi van april naar november en werd er indoor op hardcourt gespeeld. Het toernooi kreeg tevens een hogere status als ATP World Tour 500 toernooi. Vanaf 2009 heeft Ferrero besloten om samen te werken met de toen ook actieve tennisser uit de regio Valencia; David Ferrer en de licentierechten te delen. Na het beëindigen van zijn actieve loopbaan in 2013, werd hij tevens toernooidirecteur van het toernooi in Valencia. In 2014 kwam het toernooi in financiële problemen. Om het toernooi financieel haalbaar te houden werd voor de editie van 2015, de toernooistatus van de "ATP World Tour 500" verkocht en ingeruild tegen de "ATP World Tour 250" status van het indoortoernooi van Wenen. De "ATP World Tour 500" licentie werd voor een bedrag van € 5.000.000 verkocht. Na de editie van 2015 verkochten Ferrero en Ferrer hun licentie aan het ATP-toernooi van Antwerpen voor een bedrag van meer dan twee miljoen euro.

### Coachcarrière
Na zijn professionele tenniscarrière bouwde Juan Carlos Ferrero een reputatie op als succesvolle coach. In 2017 begon hij kortstondig samen te werken met de Duitser Alexander Zverev, maar de samenwerking werd binnen enkele maanden beëindigd vanwege meningsverschillen over discipline en trainingsfilosofie.
In 2019 ging Ferrero een samenwerking aan met de jonge Spaanse toptennisser Carlos Alcaraz . Onder zijn begeleiding ontwikkelde Alcaraz zich razendsnel tot een van de grootste talenten van zijn generatie. Ferrero stond bekend om zijn nadruk op intensieve trainingsarbeid, mentale weerbaarheid en het perfectioneren van het allround spel.
De samenwerking leidde tot grote successen: Alcaraz won op jonge leeftijd meerdere ATP-titels en bereikte in september 2022 de nummer 1-positie op de ATP-ranglijst na het winnen van de US Open. Ferrero’s rol als mentor en strategisch brein achter Alcaraz' snelle opmars werd algemeen erkend in de tenniswereld. Zijn coachingstijl wordt gekenmerkt door rust, professionaliteit en een diep begrip van het moderne tennisspel.

## Palmares

### Enkelspel
| Nr.                          | Datum             | Toernooi              | Ondergrond    | Tegenstander in finale  | Score                      |         |
| ---------------------------- | ----------------- | --------------------- | ------------- | ----------------------- | -------------------------- | ------- |
| gewonnen finales             |                   |                       |               |                         |                            |         |
| 1.                           | 19 september 1999 | ATP Mallorca          | Gravel        | Alex Corretja           | 2-6, 7-5, 6-3              | details |
| 2.                           | 4 maart 2001      | ATP Dubai             | Hardcourt     | Marat Safin             | 6-2, 3-1, opgave           | details |
| 3.                           | 15 april 2001     | ATP Estoril           | Gravel        | Felix Mantilla          | 7-6(3), 4-6, 6-3           | details |
| 4.                           | 29 april 2001     | ATP Barcelona         | Gravel        | Carlos Moyá             | 4-6, 7-5, 6-3, 3-6, 7-5    | details |
| 5.                           | 13 mei 2001       | ATP Rome              | Gravel        | Gustavo Kuerten         | 3-6, 6-1, 2-6, 6-4, 6-2    | details |
| 6.                           | 21 april 2002     | ATP Monte Carlo       | Gravel        | Carlos Moyá             | 7-5, 6-3, 6-4              | details |
| 7.                           | 29 september 2002 | ATP Hong Kong         | Hardcourt     | Carlos Moyá             | 6-3, 1-6, 7-6(4)           | details |
| 8.                           | 20 april 2003     | ATP Monte Carlo       | Gravel        | Guillermo Coria         | 6-2, 6-2                   | details |
| 9.                           | 4 mei 2003        | ATP Valencia          | Gravel        | Christophe Rochus       | 6-2, 6-4                   | details |
| 10.                          | 8 juni 2003       | Roland Garros         | Gravel        | Martin Verkerk          | 6-1, 6-3, 6-2              | details |
| 11.                          | 19 oktober 2003   | ATP Madrid            | Hardcourt (i) | Nicolás Massú           | 6-3, 6-4, 6-3              | details |
| 12.                          | 12 april 2009     | ATP Casablanca        | Gravel        | Florent Serra           | 6-4, 7-5                   | details |
| 13.                          | 14 februari 2010  | ATP São Paulo         | Gravel        | Lukasz Kubot            | 6-1, 6-0                   | details |
| 14.                          | 21 februari 2010  | ATP Buenos Aires      | Gravel        | David Ferrer            | 5-7, 6-4, 6-3              | details |
| 15.                          | 1 augustus 2010   | ATP Umag              | Gravel        | Potito Starace          | 6-4, 6-4                   | details |
| 16.                          | 17 juli 2011      | ATP Stuttgart         | Gravel        | Pablo Andujar           | 6-4, 6-0                   | details |
| verloren finales             |                   |                       |               |                         |                            |         |
| 1.                           | 13 februari 2000  | ATP Dubai             | Hardcourt     | Nicolas Kiefer          | 5-7, 6-4, 3-6              | details |
| 2.                           | 30 april 2000     | ATP Barcelona         | Gravel        | Marat Safin             | 3-6, 3-6, 4-6              | details |
| 3.                           | 20 mei 2001       | ATP Hamburg           | Gravel        | Albert Portas           | 6-4, 2-6, 6-0, 6-7(5), 5-7 | details |
| 4.                           | 15 juli 2001      | ATP Gstaad            | Gravel        | Jiri Novak              | 1-6, 7-5(5), 5-7           | details |
| 5.                           | 9 juni 2002       | Roland Garros         | Gravel        | Albert Costa            | 1-6, 0-6, 6-4, 3-6         | details |
| 6.                           | 28 juli 2002      | ATP Kitzbühel         | Gravel        | Alex Corretja           | 4-6, 1-6, 3-6              | details |
| 7.                           | 17 november 2002  | ATP World Tour Finals | Hardcourt (i) | Lleyton Hewitt          | 5-7, 5-7, 6-2, 6-2, 4-6    | details |
| 8.                           | 12 januari 2003   | ATP Sydney            | Hardcourt     | Lee Hyung-taik          | 6-4, 6-7(6), 6-7(4)        | details |
| 9.                           | 7 september 2003  | US Open               | Hardcourt     | Andy Roddick            | 3-6, 6-7(2), 3-6           | details |
| 10.                          | 28 september 2003 | ATP Bangkok           | Hardcourt (i) | Taylor Dent             | 3-6, 6-7(5)                | details |
| 11.                          | 22 februari 2004  | ATP Rotterdam         | Hardcourt (i) | Lleyton Hewitt          | 7-6(1), 5-7, 4-6           | details |
| 12.                          | 24 april 2005     | ATP Barcelona         | Gravel        | Rafael Nadal            | 1-6, 6-7(4), 3-6           | details |
| 13.                          | 16 oktober 2005   | ATP Wenen             | Hardcourt (i) | Ivan Ljubicic           | 2-6, 4-6, 6-7(5)           | details |
| 14.                          | 20 augustus 2006  | ATP Cincinnati        | Hardcourt     | Andy Roddick            | 3-6, 4-6                   | details |
| 15.                          | 18 februari 2007  | ATP São Paulo         | Gravel        | Guillermo Canas         | 6-7(4), 2-6                | details |
| 16.                          | 13 januari 2008   | ATP Auckland          | Hardcourt     | Philipp Kohlschreiber   | 6-7(4), 5-7                | details |
| 17.                          | 2 augustus 2009   | ATP Umag              | Gravel        | Nikolaj Davydenko       | 3-6, 0-6                   | details |
| 18.                          | 27 februari 2010  | ATP Acapulco          | Gravel        | David Ferrer            | 3-6, 6-3, 1-6              | details |
| gewonnen finales challengers |                   |                       |               |                         |                            |         |
| 1.                           | 11 april 1999     | Napoli                | Gravel        | Juan Albert Viloca-Puig | 3-6, 7-6(4), 6-1           |         |
| 2.                           | 13 juni 1999      | Maia                  | Gravel        | Mariana Hood            | 6-3, 5-7, 6-3              |         |

### Resultaten in de Davis Cup
- Maakte zijn debuut in de Davis Cup in 2000 tegen Rusland en won alle twee zijn partijen.
- Hielp Spanje in 2000 de beker te winnen door al zijn partijen in 2000 te winnen.
- Hij won daarna in 2003 en 2004 opnieuw met Spanje de titel.
- Won in de finale van 2003 tegen Australië van Lleyton Hewitt en Patrick Rafter, beide voormalig nummer 1 van de wereld.
- Won 17 keer, verloor 6 keer in het enkelspel.
- Hij heeft één keer gedubbeld in de Davis Cup, met Tommy Robredo verloor hij van de broertjes Bob en Mike Bryan.

### Eindejaarsrankings
- 1999: 45
- 2000: 12
- 2001: 5 (achter Hewitt, Kuerten, Agassi en Kafelnikov)
- 2002: 4 (achter Hewitt, Agassi en Safin)
- 2003: 3 (achter Roddick en Federer)
- 2004: 31
- 2005: 17
- 2006: 23
- 2007: 24
- 2008: 55
- 2009: 23
- 2010: 29

## Resultaten grote toernooien
| Legenda | Legenda                          |
| ------- | -------------------------------- |
| g.t.    | geen toernooi gehouden           |
| l.c.    | lagere categorie                 |
| –       | niet deelgenomen                 |
| G       | uitgeschakeld in de groepsfase   |
| 1R      | uitgeschakeld in de eerste ronde |
| 2R      | uitgeschakeld in de tweede ronde |
| 3R      | uitgeschakeld in de derde ronde  |
| 4R      | uitgeschakeld in de vierde ronde |
| KF      | uitgeschakeld in de kwartfinale  |
| HF      | uitgeschakeld in de halve finale |
| F       | de finale verloren               |
| W       | het toernooi gewonnen            |
| w-v     | winst/verlies-balans             |

### Enkelspel
| Toernooi              | 1999 | 2000  | 2001  | 2002  | 2003  | 2004  | 2005  | 2006  | 2007  | 2008  | 2009  | 2010  | 2011  | 2012 | w-v     |
| --------------------- | ---- | ----- | ----- | ----- | ----- | ----- | ----- | ----- | ----- | ----- | ----- | ----- | ----- | ---- | ------- |
| Grandslamtoernooien   |      |       |       |       |       |       |       |       |       |       |       |       |       |      |         |
| Australian Open       | –    | 3R    | 2R    | –     | KF    | HF    | 3R    | 3R    | 2R    | 4R    | 1R    | 1R    | –     | 1R   | 20-11   |
| Roland Garros         | –    | HF    | HF    | F     | W     | 2R    | 3R    | 3R    | 3R    | 1R    | 2R    | 3R    | –     | 2R   | 34-11   |
| Wimbledon             | –    | –     | 3R    | 2R    | 4R    | 3R    | 4R    | 3R    | KF    | 2R    | KF    | 1R    | –     | 1R   | 22-11   |
| US Open               | 1R   | 4R    | 3R    | 3R    | F     | 2R    | 1R    | 2R    | 1R    | –     | 4R    | 3R    | 4R    | –    | 23-12   |
| w-v                   | 0-1  | 10-3  | 10-4  | 9-3   | 20-3  | 9-4   | 7-4   | 7-4   | 7-4   | 4-3   | 8-4   | 4-4   | 3-1   | 1-3  | 99-45   |
| Tennis Masters Cup    |      |       |       |       |       |       |       |       |       |       |       |       |       |      |         |
| ATP World Tour Finals | –    | –     | HF    | F     | G     | –     | –     | –     | –     | –     | –     | –     | –     | –    | 5-7     |
| ATP Masters 1000      |      |       |       |       |       |       |       |       |       |       |       |       |       |      |         |
| Indian Wells          | –    | 1R    | 1R    | 1R    | 2R    | –     | 2R    | 3R    | 4R    | 4R    | –     | 3R    | –     | –    | 8-9     |
| Miami                 | –    | 2R    | 4R    | 3R    | 3R    | –     | 4R    | 2R    | 2R    | 3R    | –     | 4R    | –     | –    | 10-9    |
| Monte Carlo           | –    | KF    | 2R    | W     | W     | 1R    | HF    | 3R    | HF    | 3R    | –     | KF    | –     | –    | 31-8    |
| Rome                  | –    | 3R    | W     | 2R    | HF    | –     | –     | 1R    | 2R    | 3R    | –     | 1R    | –     | 3R   | 18-8    |
| Hamburg               | –    | 2R    | F     | 1R    | –     | –     | 3R    | 3R    | 3R    | –     | g.t.  | g.t.  | g.t.  | g.t. | 12-6    |
| Madrid                | –    | –     | –     | KF    | W     | 2R    | 1R    | 2R    | 3R    | –     | 2R    | –     | 1R    | 1R   | 10-8    |
| Montréal/Toronto      | –    | 3R    | KF    | 2R    | 3R    | 1R    | 3R    | 2R    | 1R    | –     | 3R    | –     | 1R    | –    | 13-10   |
| Cincinnati            | –    | 1R    | 2R    | HF    | 2R    | 2R    | 2R    | F     | 3R    | –     | 1R    | –     | 1R    | –    | 15-10   |
| Shanghai              | l.c. | l.c.  | l.c.  | l.c.  | l.c.  | l.c.  | l.c.  | l.c.  | l.c.  | l.c.  | 1R    | –     | 3R    | –    | 2-2     |
| Parijs                | 2R   | HF    | 3R    | 2R    | 3R    | –     | 3R    | –     | 1R    | –     | –     | –     | 1R    | –    | 7-8     |
| Statistieken          |      |       |       |       |       |       |       |       |       |       |       |       |       |      |         |
| titels per jaar       | 1    | 0     | 4     | 2     | 4     | 0     | 0     | 0     | 0     | 0     | 1     | 3     | 1     | 0    | 16      |
| w-v                   | 16-8 | 46-26 | 57-21 | 48-25 | 67-21 | 23-16 | 46-27 | 28-23 | 34-23 | 21-15 | 35-20 | 33-14 | 20-11 | 5-12 | 479-262 |
| eindejaarsranking     | 45   | 12    | 5     | 4     | 3     | 31    | 17    | 23    | 24    | 55    | 23    | 29    | 50    | 213  |         |

### Mannendubbelspel
| Toernooi        | 2002 | 2003 | 2004 | 2005 | 2006 |
| --------------- | ---- | ---- | ---- | ---- | ---- |
| Australian Open | –    | –    | 1R   | 1R   | –    |
| Roland Garros   | –    | –    | –    | –    | –    |
| Wimbledon       | 1R   | 1R   | –    | –    | –    |
| US Open         | –    | –    | –    | –    | 1R   |

## Trivia
- Ferrero won in 1999 de ATP-award voor de beste nieuwkomer van het jaar.